# Ольхов (хутор)
Ольхов — хутор в Волоконовском районе Белгородской области России. В составе Староивановского сельского поселения.

## География
Хутор расположен в восточной части Белгородской области, в 13,6 км по прямой к северо-северо-востоку от районного центра Волоконовки. Ближайший населённый пункт: хутор Олейницкий того же района в 1,9 км к юго-западу; село Николаевка соседнего Новооскольского района, примыкающее с северо-востока.

## Население
| 2002 | 2010 |
| ---- | ---- |
| 22   | ↘18  |